# Автодорога P-3 (Казахстан)
P-3 — автомобильная дорога Казахстана, протяжённостью 250 км. Дорога соединяет Темиртау с городом Астана.
Р-3 является дорогой областного значение Карагандинской области.

## Маршрут
Дорожное покрытие дороги является асфальт.
Населённые пункты расположенные вдоль трассы:
- Темиртау;
- Тегизжол;
- Ростовка;
- Кызылжар;
- Жанаталап;
- Актобе;
- Интумак;
- Акмешит (Захаровка);
- Алгабас (Пушкино);
- Кертинди (Казгородок);
- Тассуат (Индустриальный);
- им. Карима Мынбаева (Ивановка);
- Нура (Киевка);
- Кобетей (Черниговка);
- Ахмет (Энтузиаст, после с. Ахмет, заканчивается граница Карагандинской области, и начинается Акмолинская область);
- Нура;
- Рахымжана Кошкарбаева (Романовка);
- Кабанбай батыра (Рождественка);
- Кызылжар;
- Косшы;
- Астана;

Вдоль трассы течёт река Нура и проходит канал «Нура — Ишим».